# Mahir Sağlık
Mahir Sağlık (* 18. Januar 1983 in Paderborn) ist ein ehemaliger deutschtürkischer Fußballspieler. In seiner früheren Karriere spielte er in der deutschen Bundesliga für den VfL Wolfsburg, den Karlsruher SC und den SC Paderborn 07. Anfang der 2000er Jahre war er auch türkischer Nachwuchs-Nationalspieler.

## Sportliche Laufbahn

### Vereinskarriere
Sağlık begann seine Karriere beim SC Grün-Weiß Paderborn und wechselte in der C-Jugend zum SC Paderborn 07. 2003 ging er zu LR Ahlen. Dort kam er aber nicht zum Einsatz und wurde für die Rückrunde wieder an den SC Paderborn ausgeliehen. In der Saison 2004/05 wurde er an Borussia Dortmund II verliehen. 2005 verließ er Ahlen endgültig und wechselte zum VfB Admira Wacker Mödling in die österreichische Bundesliga. Dort gelangen ihm in 23 Erstligapartien drei Tore. Nachdem der Verein 2006 in die 2. Liga abgestiegen war, kehrte er zurück nach Deutschland zum 1. FC Saarbrücken. 2007 stieg der 1. FC Saarbrücken in die Oberliga ab, worauf Sağlık zum Wuppertaler SV Borussia wechselte, bei dem er einen Vertrag bis 2009 unterschrieb.
In der Saison 2007/08 wurde Sağlık in der Regionalliga Nord mit 27 Toren Torschützenkönig, danach unterschrieb er beim VfL Wolfsburg. Seinen Vertrag verlängerte er schon nach wenigen Wochen um ein weiteres Jahr. Für den VfL erzielte er am zweiten Spieltag der Fußball-Bundesliga beim 2:2 gegen den VfL Bochum sein erstes Bundesligator. Am 17. Dezember 2008 markierte beim UEFA-Pokal-Spiel gegen den AC Mailand sein erstes internationales Tor zum Endstand von 2:2.
Am 1. Februar 2009 wurde Sağlık bis zum Ende der Saison 2008/09 an den Karlsruher SC ausgeliehen. Im Sommer 2009 kehrte er zum VfL Wolfsburg zurück, erhielt aber die Freigabe, da Trainer Armin Veh nicht mehr mit ihm plante. Am 31. August 2009 wurde er an seinen Stammverein SC Paderborn 07 ausgeliehen. Zur Saison 2010/11 wechselte er zum Bundesligaabsteiger VfL Bochum, bei dem er einen Dreijahresvertrag unterschrieb. In der Sommerpause 2011 wechselte er zum FC St. Pauli. Er unterschrieb einen Zweijahresvertrag. In der Winterpause 2012/13 kehrte er zum SC Paderborn zurück, bei dem er einen Vertrag bis 2016 unterschrieb. Dort wurde er wieder zum Leistungsträger und trug mit 15 Toren in der Spielzeit 2013/14 zum Aufstieg des SCP in die Bundesliga bei. Gemeinsam mit Jakub Sylvestr vom FC Erzgebirge Aue wurde er Torschützenkönig der 2. Bundesliga. In dieser Zeit nahm er auch die deutsche Staatsbürgerschaft an.
Beim Abstieg 2016 in die 3. Liga mit Paderborn lief sein Vertrag zum Ende der Saison 2015/16 aus und wurde nicht verlängert. Sağlık wechselte daraufhin im Juli 2016 für einen Einjahresvertrag zum ungarischen Erstligisten Vasas Budapest, der von Michael Oenning trainiert wurde. Zum Erfolg von Vasas Budapest in der Spielzeit 2016/17 trug er mit seinen Toren bei, indem Sağlık mit der Mannschaft das ungarische Pokalfinale erreichten, nach elf Jahren Abstinenz für Vasas. Das Pokalfinale verloren sie Ende Mai 2018 erst im Elfmeterschießen gegen den Stadtrivalen und zweifachen Pokaltitelverteidiger Ferencváros Budapest. Darüber hinaus führte Sağlık mit seinen Toren Vasas in der Liga zu zwei Budapester Derbysiege gegen MTK Budapest und Ferencváros Budapest. Zudem erreichte man den dritten Platz in der ungarischen Liga-Meisterschaft und somit sicherte man sich einen Platz in der Qualifikation zur UEFA Europa League der Spielzeit 2017/18. Nach Vertragsende in Ungarn wechselte der 34-jährige Stürmer im Juli 2017 in die Türkei zum türkischen Drittligisten Sakaryaspor. Mit Sakaryaspor erreichte er im Mai 2018 das Aufstiegsplayoff-Finale 2017/18 und verlor dies knapp mit 1:2. Nach dem verpassten Aufstieg 2018 mit Sakaryaspor in die türkische zweithöchste Spielklasse wurde der Vertrag mit dem 35-jährigen Sağlık aufgelöst. Er bestritt für die Grün-Schwarzen 34 Pflichtspiele und erzielte 15 Tore. Zur Saison 2018/19 wechselte der Stürmer in die Istanbuler Provinz Eyüpsultan zum türkischen Drittligisten Eyüpspor. Nach vier Pflichtspielen ohne Torerfolg wurde der Vertrag mit ihm im November 2018 aufgelöst.
Mit Beginn des Jahres 2019 kehrte Sağlık erneut in sein Geburtsland nach Deutschland zurück und schloss sich dem hessischen Oberligisten KSV Hessen Kassel an. In der Spielzeit 2019/20 war er nach Toren der Leistungsträger der Mannschaft mit 19 erzielten Toren in 20 Ligaspieleinsätzen und stieg im Mai 2020 mit den hessischen Löwen als bester Vizemeister in die viertklassige Regionalliga auf. Im Juli 2021 nahm der nunmehr vertragsfreie Sağlık am Trainingsbetrieb des Drittligisten SC Verl teil. Als Gastspieler erzielte er gegen den Bundesligisten Arminia Bielefeld einen Doppelpack. Der Spieler konnte die Verantwortlichen überzeugen, sodass ihm durch die feste Verpflichtung des SC Verl die Rückkehr in den Profi-Fußball gelang. Am Ende der Saison verließ er den Verein.

### Auswahleinsätze
Seine Leistungen im Nachwuchsbereich sowie im Übergang zum höherklassigen Männerfußball und seine türkischen Wurzeln machten den gebürtigen Paderborner für den TFF interessant. Von der U-17 bis zur U-20 kam die Offensivkraft zwischen 2000 und 2003 zu Auswahlehren.

### Erfolge
- SC Paderborn 07 (2000–2003 und 2013–2016)
  - Meister der Oberliga Westfalen und Aufstieg in die Regionalliga Nord: 2000/01
  - Vizemeister der 2. Bundesliga und Aufstieg in die Bundesliga: 2013/14

- VfL Wolfsburg (2008–2009)
  - Deutscher Meister: 2008/09 1

- Vasas Budapest (2016–2017)
  - Finalist des ungarischen Pokals: 2016/17

- KSV Hessen Kassel (2019–2021)
  - Bester Vizemeister der drei südwestlichen Oberligen und Aufstieg in die Regionalliga Südwest: 2019/20[18]

### Auszeichnungen
- Wuppertaler SV Borussia (2007–2008)
  - Torschützenkönig der Regionalliga Nord: 2007/08 (27 Tore in 34 Ligaspieleinsätzen)

- SC Paderborn 07 (2013–2016)
  - Torschützenkönig der 2. Bundesliga: 2013/14 (15 Tore in 29 Ligaspieleinsätzen)

- Vasas Budapest (2016–2017)
  - Torschützenkönig des ungarischen Pokals: 2016/17[10] (7 Tore in 10 Pokalspieleinsätzen)[21]